# Edfu
Edfu (arabsky إدفو‎, koptsky Ⲧⲃⲱ) je město v Egyptě. Počátky osídlení v místě dnešního Edfu sahají do dob Staré říše, přibližně 2500 let př. n. l. Edfu leží v rozšíření Nilského údolí, na západním břehu Nilu, mezi Esnou a Asuánem na jihu. Díky své poloze bylo významnou křižovatkou karavanních cest na východ k Rudému moři a na západ do oázy Chárga. Staří Egypťané město nazývali Džeba, Řekové Apollónopolis. Ve městě žije přibližně 134 tisíc obyvatel. Významnou architektonickou památkou ve městě je Horův chrám.

## Horův chrám
Horův chrám byl postaven v ptolemaiovském období, mezi lety 237 a 57 př. n. l. Ze všech starověkých chrámů v Egyptě je patrně nejzachovalejší. Orientován je severo-jižně, průčelí směřuje k jihu. Vstupní pylon je vysoký 36 metrů. Ptolemaiovský chrám byl ovšem postaven na troskách staršího, menšího chrámu z doby Nové říše. Původní chrám byl orientován východo-západně, průčelí směřovalo na východ k Nilu.

## Tell Edfu
Tell Edfu jsou pozůstatky starověkého osídlení zhruba 50 m západně od Horova chrámu.

## Pyramidy
Zhruba 5 km jižně od Edfu, u vesnice Naga el-Goneima, se nachází pozůstatky sedmi malých stupňovitých pyramid, o jejichž původu a účelu se ví jen velmi málo. Za jejich budovatele je považován Hunej, poslední faraon 3. dynastie, případně jeho nástupce Snofru, první vládce 4. dynastie.

## Klima
| Edfu – podnebí                         | Edfu – podnebí | Edfu – podnebí | Edfu – podnebí | Edfu – podnebí | Edfu – podnebí | Edfu – podnebí | Edfu – podnebí | Edfu – podnebí | Edfu – podnebí | Edfu – podnebí | Edfu – podnebí | Edfu – podnebí | Edfu – podnebí |
| Období                                 | leden          | únor           | březen         | duben          | květen         | červen         | červenec       | srpen          | září           | říjen          | listopad       | prosinec       | rok            |
| -------------------------------------- | -------------- | -------------- | -------------- | -------------- | -------------- | -------------- | -------------- | -------------- | -------------- | -------------- | -------------- | -------------- | -------------- |
| Průměrné denní maximum [°C]            | 23,6           | 25,6           | 29,4           | 34,4           | 38,7           | 40,6           | 40,5           | 40,5           | 38,3           | 35,8           | 30,3           | 25,2           | 33,6           |
| Průměrná teplota [°C]                  | 15,5           | 17             | 20,6           | 25,4           | 29,9           | 31,7           | 32,1           | 32,1           | 30,2           | 27,5           | 22             | 17,2           | 25,1           |
| Průměrné denní minimum [°C]            | 7,5            | 8,5            | 11,9           | 16,5           | 21,1           | 22,9           | 23,7           | 23,8           | 22,1           | 19,2           | 13,7           | 9,3            | 16,7           |
| Průměrné srážky [mm]                   | 0              | 0              | 0              | 0              | 0              | 0              | 0              | 0              | 0              | 0              | 0              | 0              | 0              |
| Zdroj: Climate-Data.org 13. srpen 2013 |                |                |                |                |                |                |                |                |                |                |                |                |                |

## Galerie

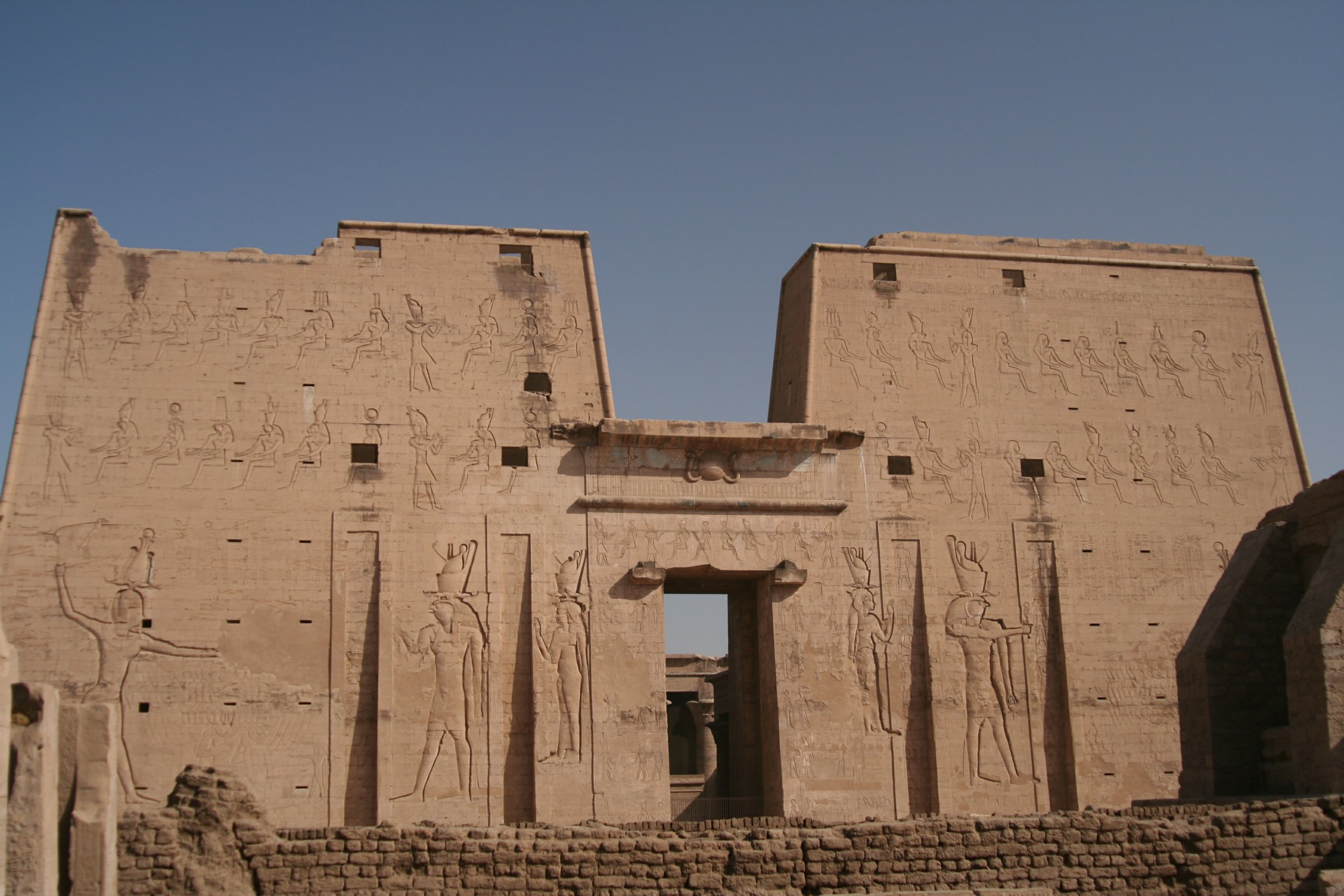
První pylon Horova chrámu
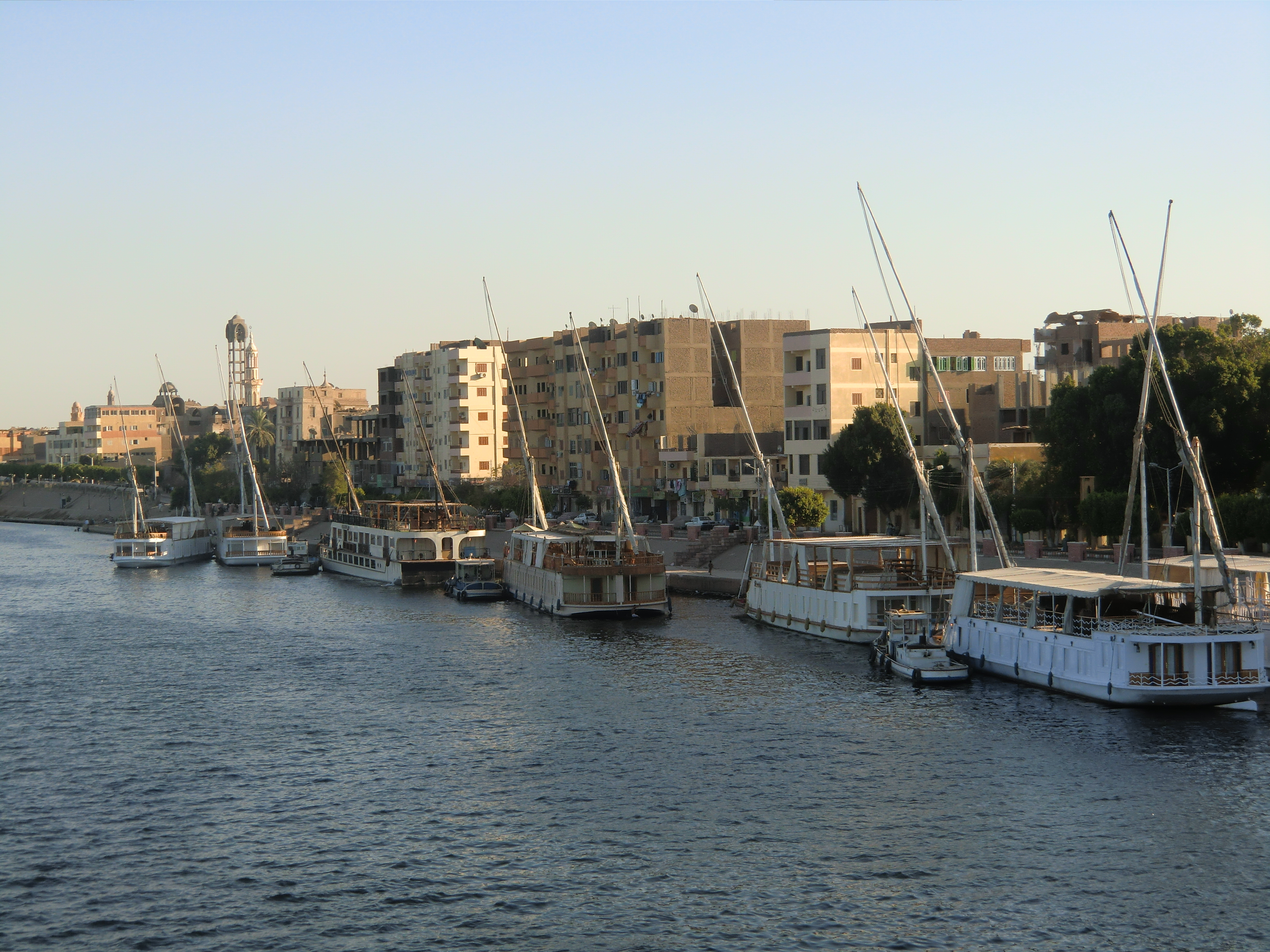
Nábřeží Nilu
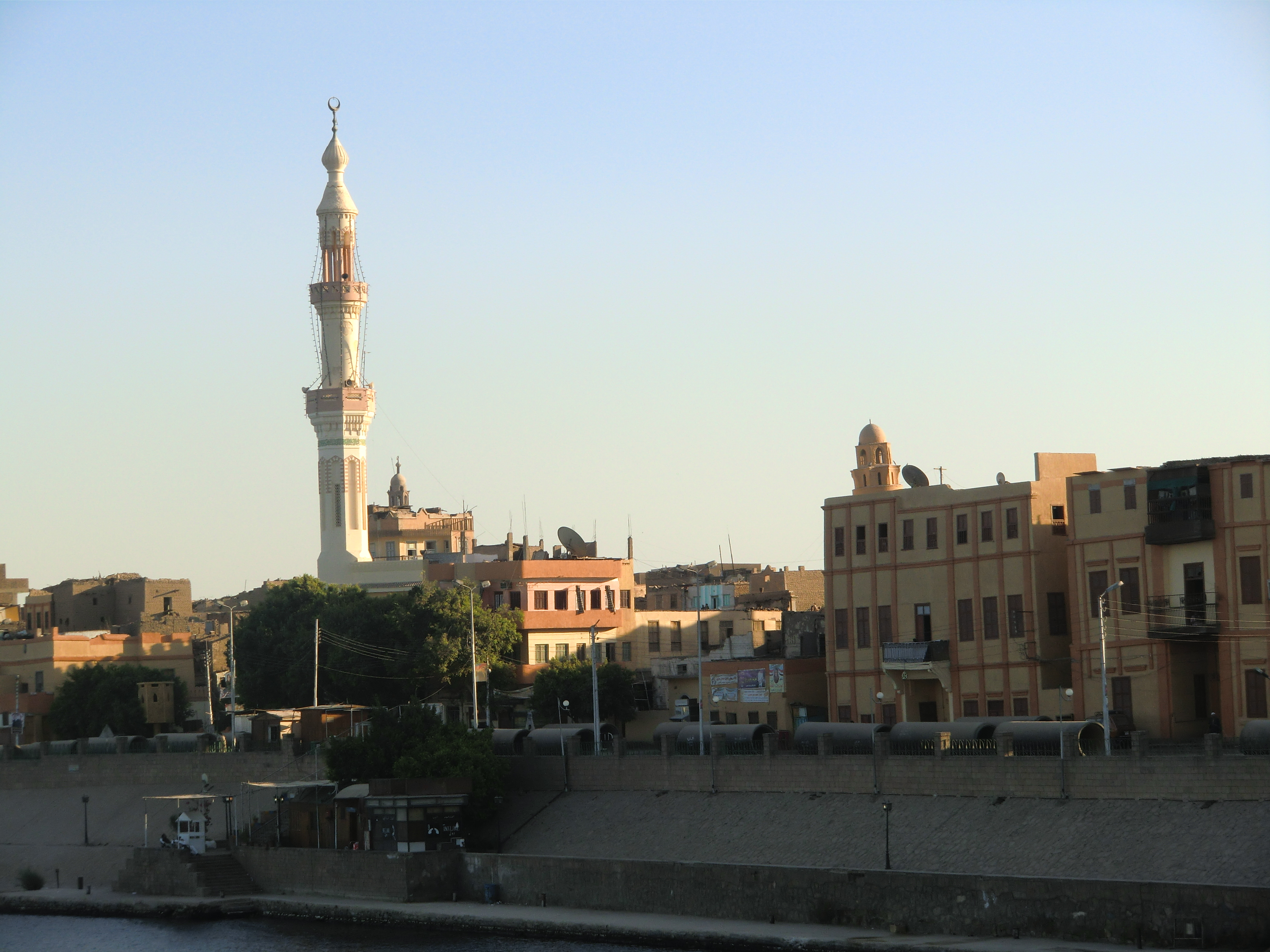
Minaret a mešita